# Philippe Ebly
Philippe Ebly, seudónimo de Jacques Gouzou (París, Francia, 29 de julio de 1920 – Lieja, Bélgica, 1 de marzo de 2014), fue un escritor belga de literatura juvenil de ciencia ficción y fantástica. Si bien es poco conocido fuera del área francófona, sus obras han sido traducidas a varios idiomas, entre ellos el castellano. Su período más fecundo se extiende desde 1971 hasta 1988.
Recibió dos premios a lo largo de su carrera: en 1976, el premio del Salón de la Familia en Lille, y en 1993, el 4.º Libro de Oro de los jóvenes lectores en Valenciennes.

## Obra
A continuación, un listado con sus obras. Las que figuran con el título en castellano son las que han sido publicadas hasta la fecha en ese idioma (parte de las series de Los conquistadores de lo imposible y Los patrulleros del año 4003).
- Los conquistadores de lo imposible (Les conquérants de l’impossible, serie de 21 novelas de 1971 en adelante)
  - Destino Uruapan (Destination Uruapan, 1971, revisada en 1995)
  - El que volvía de lejos (Celui qui revenait de loin, 1972, revisada en 1993)
  - El relámpago que todo lo borraba (L’éclair qui effaçait tout, 1972)
  - El evadido del año II (L’évadé de l’an II, 1973, revisada en 1993)
  - Para salvar el diamante negro (Pour sauver le diamant noir, 1973, revisada en 1993)
  - ... y los marcianos invitaron a los hombres (...et les martiens invitèrent les hommes, 1974)
  - El navío que remontaba el tempo (Le navire qui remontait le temps, 1974, revisada en 1994)
  - La ciudad que no existía (La ville qui n’existait pas, 1975)
  - La bóveda invisible (La voûte invisible, 1977)
  - La isla que surgió del mar (L’île surgie de la mer, 1977)
  - El robot que vivía su vida (Le robot qui vivait sa vie, 1978)
  - S.O.S. Léonard de Vinci (1979)
  - Le naufragé des étoiles (1980)
  - Le matin des dinosaures (1982)
  - 2117, el año del terror (La grande peur de l’an 2117, 1983)
  - 2159, la fin des temps troublés (1985)
  - Les parias de l’an 2187 (1986)
  - L'ordinateur qui semait le désordre (1986)
  - Mission sans retour (1996)
  - Le prisonnier de l'eau (2007)
  - Le chien qui miaulait (inédita)

- Los patrulleros del año 4003 (Les patrouilleurs de l’an 4003, serie de 5 novelas de 1984 a 1986)
  - El bosque de los castores (La forêt des castors, 1984)
  - Los corsarios del espacio (Au pouvoir des corsaires, 1984)
  - El valle de los cíclopes (La vallée des cyclopes, 1984)
  - El rapto del dios blanco (L'enlèvement du dieu blanc, 1985)
  - Les marais de la mort (1986)

- Les Évadés du temp (serie de 9 novelas de 1977 a 1988)
  - Les trois portes (1977)
  - Le voyageur de l'au-delà (1978)
  - Volontaires pour l'inconnu (1980)
  - Un frère au fond des siècles (1981)
  - Chasse au tigre en Corrèze (1983)
  - Le monstre aux deux têtes (1984)
  - Descente au pays sans nom (1985)
  - Objectif : nulle part (1986)
  - Les dix jours impossibles (1988)

- Récits Express
- Reviens Dino... Reviens, 1993
- Retour Interdit, 2002
- La nuit des deux Jean-Paul, 2002
- Les chemins du temps, 2005
- Le messager 107, 2007